# Mythimna irrorata
Mythimna irrorata là một loài bướm đêm thuộc họ Noctuidae. Loài này có ở North-Western parts of the Himalaya.